# SBS funE
SBS funE（韓語：SBS 펀이）是由SBS旗下Prism Studios營運的電視頻道，2025年5月開始主要負責播出音樂節目《THE SHOW》。

## 歷史
2005年8月16日，頻道以名稱UTV正式推出。2008年9月5日，與擁有美國E!頻道的康卡斯特簽訂合約，頻道名稱於2009年1月更改為E!。2014年1月1日，與康卡斯特的合作關係終止，頻道名稱更名為SBS funE。
2025年5月14日，負責播出音樂節目《THE SHOW》的頻道SBS M關閉，改由SBS funE負責播出。